# Заслужений працівник органів прокуратури Республіки Білорусь
«Заслужений працівник органів прокуратури Республіки Білорусь» — почесне звання.

## Порядок присвоєння
Присвоєння почесних звань Республіки Білорусь здійснює Президент Республіки Білорусь. Рішення щодо присвоєння
державних нагород оформляються указами Президента Республіки Білорусь. Державні нагороди, в тому числі
почесні звання, вручає Президент Республіки Білорусь або інші службовці за його вказівкою. Присвоєння почесних
звань РБ відбувається в урочистій атмосфері. Державна нагорода РБ вручається нагородженому особисто. У випадку
присвоєння почесного звання РБ з вручення державної нагороди видається посвідчення.
Особам, удостоєнних почесних звань РБ, вручають нагрудний знак.
Почесне звання «Заслужений працівник органів прокуратури Республіки Білорусь» присвоюється працівникам прокуратури, які перебувають на службі в органах прокуратури п'ятнадцять і більше років у календарному перерахунку, за заслуги в
справі забезпечення і зміцнення законності та правопорядку, охорони прав і свобод громадян, а також законних
інтересів громадськості та держави, досягнення високих результатів у боротьбі зі злочинністю та проявлені при
цьому ініціативу та наполегливість.